# Viellenave-de-Navarrenx
Viellenave-de-Navarrenx è un comune francese di 165 abitanti situato nel dipartimento dei Pirenei Atlantici nella regione della Nuova Aquitania.
Il territorio del comune è bagnato dalla gave d'Oloron e dal suo tributario, torrente Lausset.

## Società

### Evoluzione demografica
Abitanti censiti